# Старосырово
Старосырово — деревня в Новомосковском административном округе Москвы  (до 1 июля 2012 года в составе Подольского района Московской области). Входит в состав поселения Рязановское.

## Население
Согласно Всероссийской переписи, в 2002 году в деревне проживало 58 человек (28 мужчин и 30 женщин). По данным на 2005 год, в деревне проживало 55 человек.

## Расположение
Деревня Старосырово расположена примерно в 6 км к северу от центра города Подольска. На северо-востоке граничит с городом Щербинка. Ближайшие сельские населённые пункты — деревня Молодцы и посёлок Знамя Октября.

## Перспективы
Планируется строительство нового железнодорожного вокзала Москвы.